# آدم بن عبد العزيز
أبو عمر آدم بن عبد العزيز بن عمر بن عبد العزيز (؟ - ~170هـ) شاعر عربي مُخضرم شهد العصر الأموي والعصر العباسي الأوَّل، وهو من بني أُمِيَّة، تُنسَب إليه قصائد قليلة.

## سيرته
لا يُعرَف تاريخ ميلاد آدم بن عبد العزيز، وهو من بني أُميَّة، وجدُّه هو الخليفة الأموي عمر بن عبد العزيز المُلَقَّب خامس الخلفاء الراشدين. كان آدم في شبابه منغمساً في اللهو والمجون، ويُكثِر من معاقرة الخمور، حتى سقوط الخلافة الأمويَّة وقيام الخلافة العباسيَّة، فكان مِمَّن عفى عنهم أبو العباس السفاح عند نهر أبي فطرس، واستنجده آدم قائلاً: «لم يكُن أبي (رُبَّما يقصد عمر) كآبائهم». استقرَّ بعد ذلك في بغداد، وعاد إلى شرب الخمور واللهو، واتُّهِمَ بالزندقة، فأمر الخليفة المهدي بضربه، وبعد إعلانه التوبة قرَّبه المهدي وجعله من حاشيته. عاش آدم عُمراً طويلاً، وعاصر خلافة هارون الرشيد، وتُوفِّي في العقد الثامن من القرن الثاني الهجري.

## شعره
آدم بن عبد العزيز من الشعراء المُحدِّثين في العصر العباسي، وكان يُجِيد وصف الخمور، التي شغلت جزءاً ضخماً من أشعاره، وألَّف أيضاً قصائد في الهجاء وقليل من الفخر والمديح. ولم تُنسَب إليه الكثير من الأشعار، وديوانه يشمل على عشرين ورقة.
ومن شعره